# Rudolph Carl von Ripper

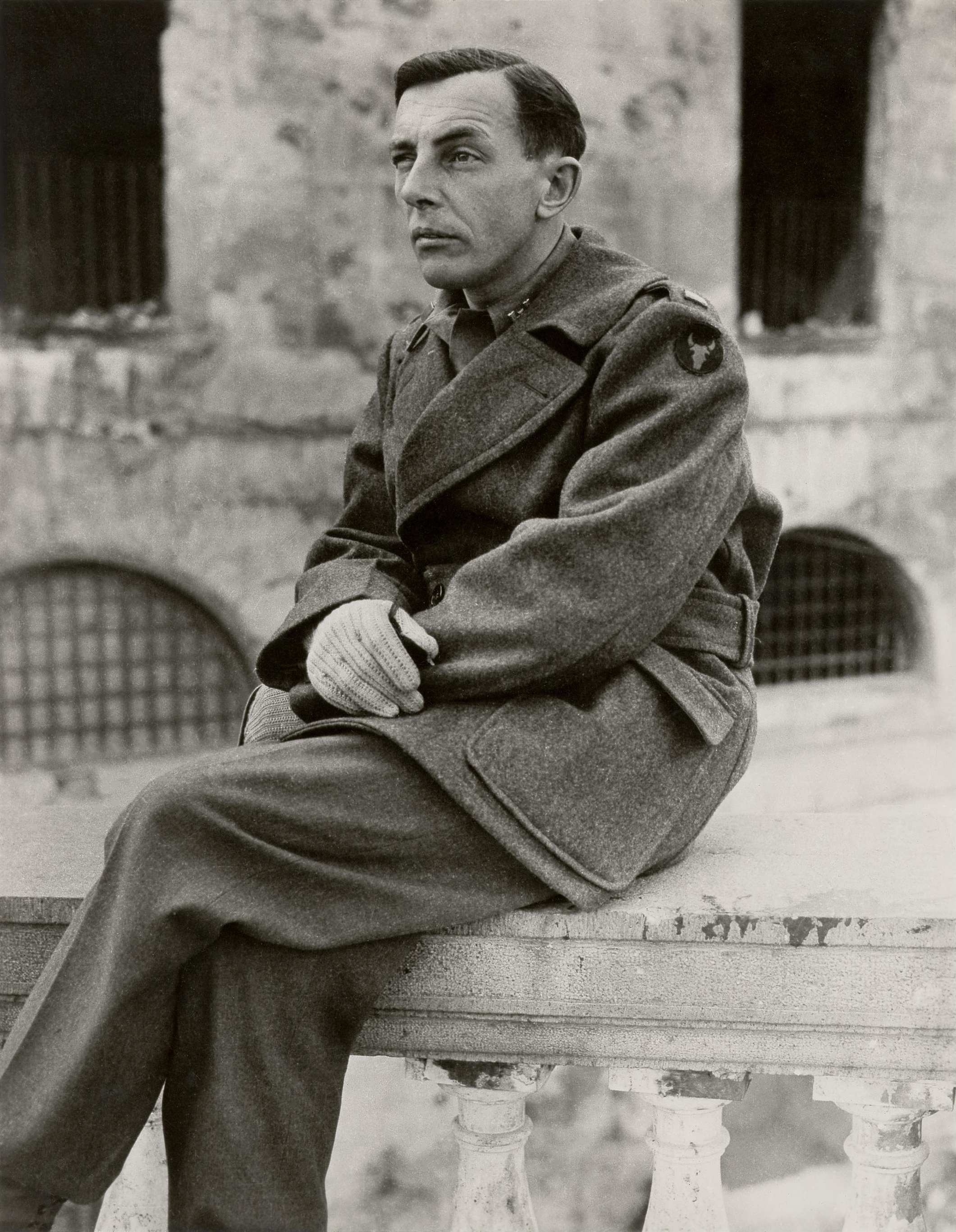
Rudolph von Ripper (1943)

Rudolph Carl von Ripper, seit 1919 Rudolph Carl Ripper, (geboren 29. Januar 1905 in Klausenburg, Österreich-Ungarn; gestorben 9. Juli 1960 in Pollença, Spanien) war ein surrealistischer Maler und Illustrator.

## Leben
Baron von Ripper wurde in Österreich-Ungarn geboren und war zeitweise mit Mopsa Sternheim verheiratet.
Er war schon vor der Machtübernahme Hitlers nach England gegangen. Im Herbst 1933 kehrte er nach Berlin zurück und wurde verhaftet, weil als Goethes Hermann und Dorothea getarnte Exemplare des Braunbuchs über Reichstagsbrand und Naziterror bei ihm gefunden worden waren. Nach Vernehmungen durch den damaligen Gestapo-Chef Rudolf Diels wurde Ripper zunächst im SS-Gefängnis KZ Columbia inhaftiert und im Januar 1934 in das KZ Oranienburg überstellt. Anfang Mai 1934 wurde er auf Intervention der österreichischen Botschaft aus dem KZ entlassen und aus Deutschland ausgewiesen. 1941 wurden er und seine Frau Dorothea von Ripper (i.e. Mopsa Sternheim) aus dem Deutschen Reich ausgebürgert.

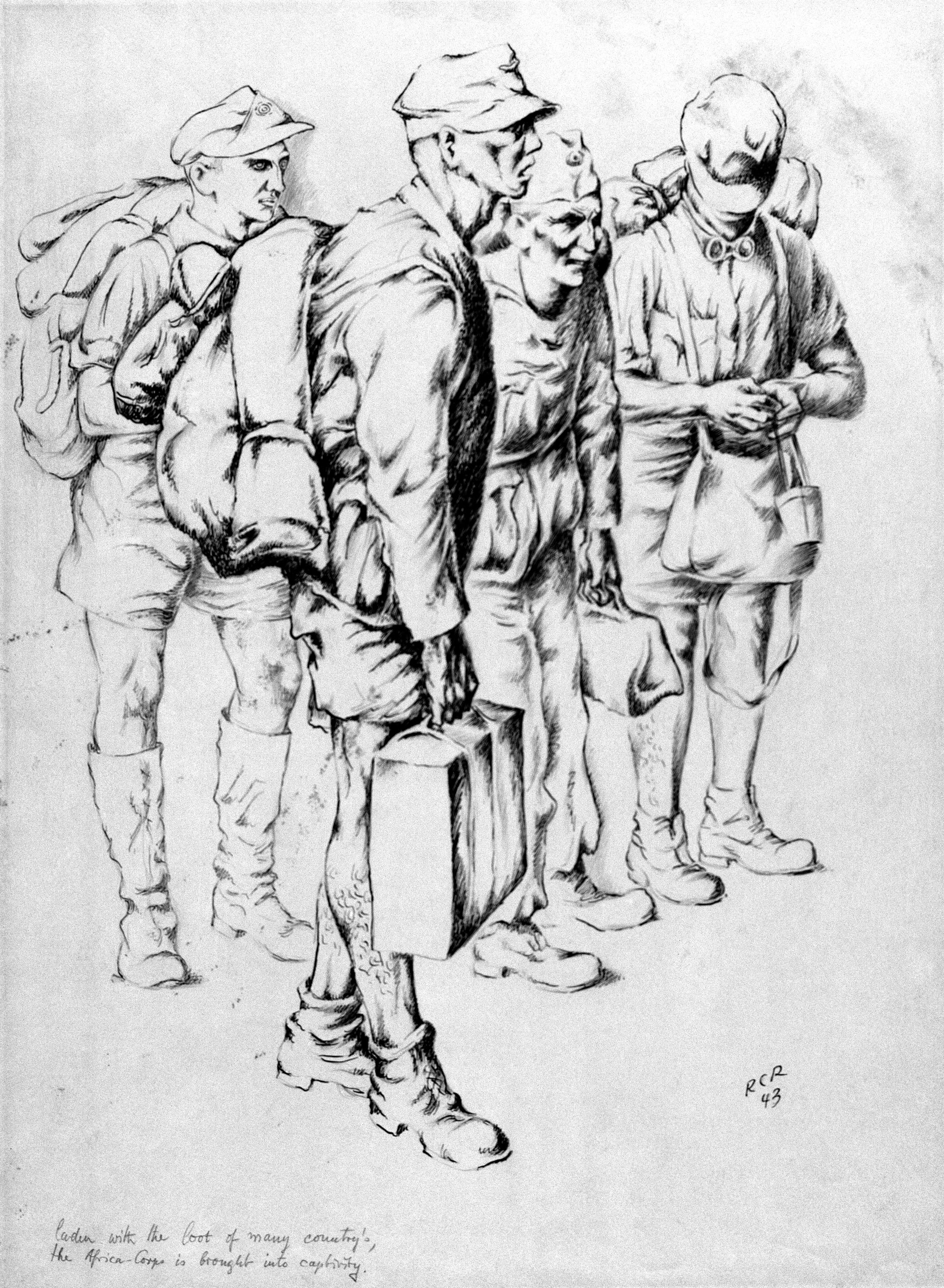
Laden with the boot of many country', the Africa-Corps is brought into captivity. (1943)

Nach seiner Haft diente er in der französischen Fremdenlegion und kämpfte im spanischen Bürgerkrieg. Er emigrierte 1938 in die USA. 
1939 verwendete das Time Magazine Rippers Bild „Vom unheiligen Organisten, eine Hymne des Hasses“ aus „Ecrasez l'infame“ für die Titelseite der Person of The Year-Ausgabe, in der Adolf Hitler zum Mann des Jahres 1938 gekürt wurde.
1941 meldete er sich zum Dienst in der amerikanischen Armee, wo er zum hochdekorierten Offizier des O.S.S. (Office of Strategic Services) avancierte. 1946 kehrte er als amerikanischer Staatsbürger nach Österreich zurück und lehrte an der Wiener Kunstakademie. Später lebte er in Connecticut. In den 1950er Jahren erwarb Ripper mit seiner zweiten Frau ein Anwesen in Pollença auf Mallorca, wo er nach einer schaffensreichen Zeit 1960 an einem Herzinfarkt starb. Er wurde auf dem Friedhof von Pollença beerdigt.
Im Exil verarbeitete Ripper seine Hafterlebnisse in einer Reihe von Zeichnungen, die 1935 in London unter dem Titel Kaleidoscope ausgestellt wurden und dann verloren gingen. In den folgenden beiden Jahren rekonstruierte Ripper die Zeichnungen als Radierungen, die 1938 in Paris in einer Mappe unter dem Voltaire entlehnten Titel Ècraser l’infăme! erschienen.
Ripper schuf Ölgemälde, Zeichnungen, Radierungen, Schmuck und Vorlagen für Tapisserien. Seine Darstellung Hitlers als unheiliger Organist, der die Hymne des Hasses spielt, erschien auf der Titelseite des Magazins Time und erregte Ende der 1930er Jahre die Aufmerksamkeit des Publikums.
Seine Werke wurden u. a. im Solomon R. Guggenheim Museum New York und im Smithsonian American Art Museum ausgestellt.